# Beffu-et-le-Morthomme
 Beffu-et-le-Morthomme  es una población y comuna francesa, en la región de Champaña-Ardenas, departamento de Ardenas, en el distrito de Vouziers y cantón de Grandpré.
Está integrada en la Communauté de communes de l'Argonne Ardennaise.

## Demografía
| 162 | 178 | 212 | 217 | 289 | 285 | 278 | 259 | lac. | lac. | 279 | 259 | 239 | 226 | 191 | 203 | 174 | 182 | 168 | 157 | 126 | 104 | 92 | 88 | 86 | 86 | 72 | 80 | 57 | 51 | 60 | 54 | 72 | 72 |
| Para los censos de 1962 a 1999 la población legal corresponde a la población sin duplicidades (Fuente: INSEE [Consultar]) |     |     |     |     |     |     |     |      |      |     |     |     |     |     |     |     |     |     |     |     |     |    |    |    |    |    |    |    |    |    |    |    |    |